# 顿毗伽叶护
顿毗伽叶护，唐代葛逻禄部西支首领。
葛逻禄原驻牧于北庭西北、金山以西地区。其地处东突厥、西突厥之间，常视双方兴衰附叛，唐高宗永徽初年归附唐朝。唐玄宗开元初年，葛逻禄部遣使入唐。天宝十二载（753年），北庭都护程千里大破同罗首领阿布思，追至金山。顿毗伽叶护率军助唐攻同罗部，俘虏阿布思及其妻儿、部曲数千人，解送程千里军前。唐朝进封他为金山郡王，每年赐俸由北庭领发，给予印信、译语人。